# Marco Bucci (politico)
Marco Bucci (Genova, 31 ottobre 1959) è un politico e dirigente d'azienda italiano, presidente della Regione Liguria dal 6 novembre 2024.
In precedenza, egli è altresì stato sindaco di Genova e della sua città metropolitana dal 27 giugno 2017 al 9 dicembre 2024.

## Biografia
Nato a Genova da Fulvio Bucci e Maria Assunta Borghi, frequenta prima il liceo classico Andrea D'Oria e poi l'Università di Genova, presso la quale fra il 1979 e il 1985 si laurea sia in farmacia, che in chimica e tecnologie farmaceutiche.
Dalla metà degli anni '80 sino alla fine degli anni '90 lavora nel settore chimico per 3M, per poi passare dal 1999 al 2006 a Kodak, e poi a Carestream Health dal 2007 sino al 2016, occupandosi con ruoli dirigenziali di piani di espansione dei diversi marchi nel mondo.
Ha vissuto e lavorato a Ferrania, Genova, Ginevra (Svizzera) e Rochester (Stati Uniti). Dall'ottobre 2015 al giugno 2017 è stato amministratore delegato di Liguria Digitale.

### Sindaco di Genova

#### Primo mandato

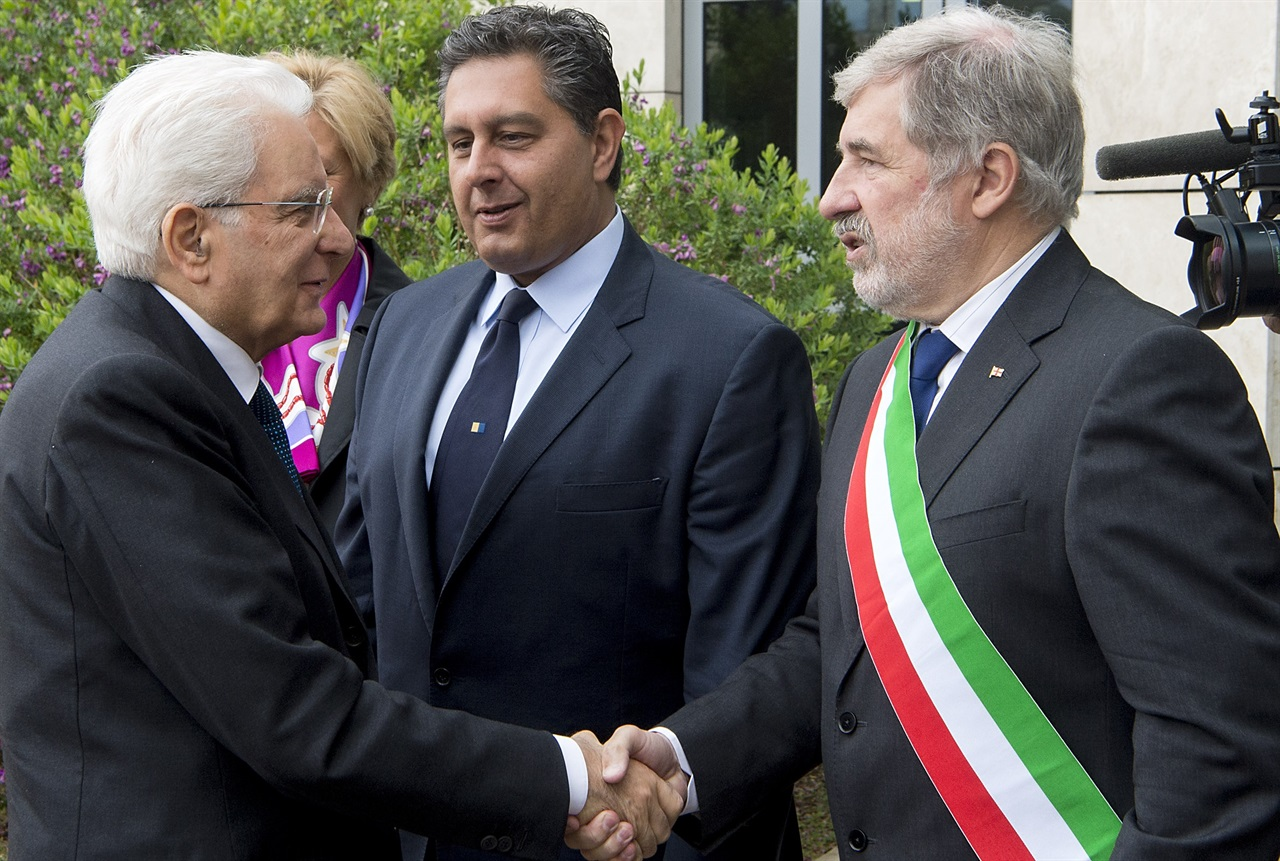
Bucci accoglie il Presidente della Repubblica Sergio Mattarella col Presidente della Liguria Giovanni Toti nel 2018, in occasione della visita all'Istituto pediatrico Gaslini.

Alle elezioni amministrative del 2017 si candida a sindaco di Genova, sostenuto da una coalizione di centro-destra formata da Lega Nord, Forza Italia, Fratelli d'Italia – Alleanza Nazionale, Direzione Italia – Lista Musso e dalla lista civica Vince Genova (con candidati dalla società civile e di Alternativa Popolare, che aveva deciso di non presentare una propria lista), raccogliendo il 38,8% dei voti al primo turno e andando al ballottaggio con il candidato di centro-sinistra, nonché assessore uscente, Gianni Crivello (33,4%). Al ballottaggio del 25 giugno viene eletto primo cittadino del capoluogo ligure con il 55,24% dei voti, succedendo a Marco Doria e divenendo così il primo (e fino ad oggi unico) sindaco di Genova di centro-destra del secondo dopoguerra, nonché il primo a guidare una giunta non di centro-sinistra dal 1975.
Durante il suo primo giorno da sindaco, Bucci decide di aprire la pratica per lo sblocco dei risarcimenti per le vittime dell'alluvione di Genova del 4 novembre 2011, operazione che non era mai stata eseguita dalle precedenti giunte, suscitando un notevole apprezzamento da parte dei cittadini. Il 29 settembre 2017 viene eletto presidente dell'Associazione Nazionale Comuni Italiani (ANCI) in Liguria.
Il 4 ottobre 2018 viene nominato dal governo Conte I commissario straordinario per la ricostruzione del viadotto autostradale sul torrente Polcevera (ponte Morandi), parzialmente crollato il 14 agosto precedente. L'operazione verrà portata a termine con l'inaugurazione del nuovo viadotto Genova San Giorgio il 3 agosto 2020.

#### Secondo mandato

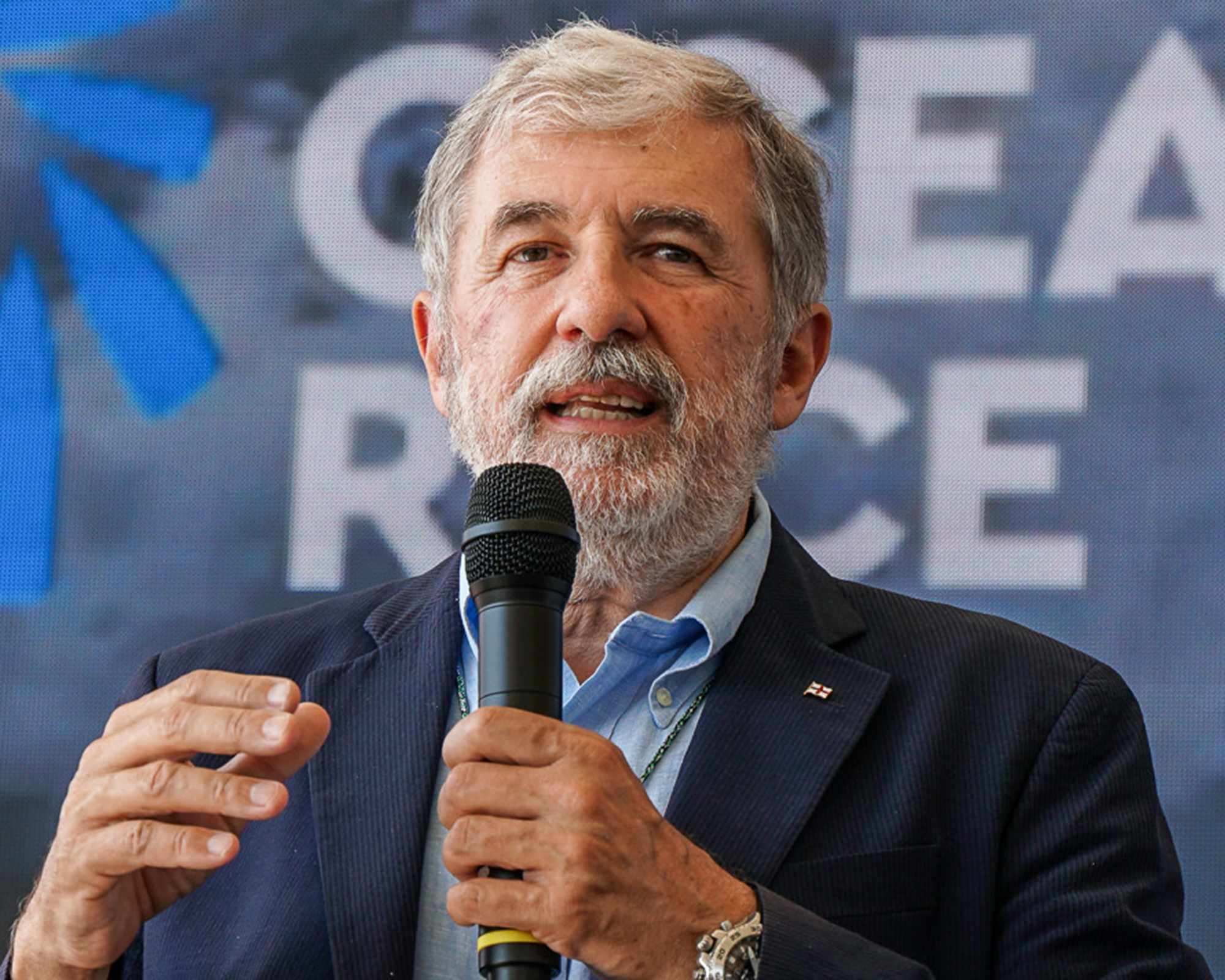
Bucci durante la presentazione dell'ultima tappa della Ocean Race nel 2023.

Alle amministrative del 2022 si ricandida per un secondo mandato, sostenuto dalle liste Fratelli d'Italia, Liguria al Centro - Toti per Bucci, Lega Salvini Liguria, Forza Italia, Unione di Centro, Nuovo PSI - Liberal Socialisti e le liste civiche Bucci Sindaco - Vince Genova (che include candidati di Noi con l'Italia e di Italia Viva, oltre all'ex dirigente e amministratore del PSI Bettanini), Genova Domani (che include due candidati del Nuovo PSI, quattro auto-sospesi di Azione, l'ex tesoriere di +Europa a Genova e fuoriusciti da PD e M5S) e Gente d'Italia per Genova popolo libero solidale. Nella tornata elettorale del 13 giugno viene rieletto al primo turno con il 55,49% dei voti (112.457), distaccando di oltre 17 punti percentuali il principale sfidante, il candidato del centro-sinistra Ariel Dello Strologo; la sua lista civica Bucci Sindaco - Vince Genova risulta la prima all'interno coalizione. Il 18 novembre successivo viene anche confermato presidente dell'ANCI Liguria.
A settembre 2023 viene nominato dal presidente della Regione Liguria Giovanni Toti, commissario per la costruzione della nuova diga foranea del porto di Genova.
A giugno 2024 viene operato d'urgenza all'Ospedale Galliera di Genova per la rimozione di una neoplasia cutanea con metastasi ai linfonodi; nelle sue funzioni è sostituito ad interim dal vicesindaco Pietro Piciocchi e dal vicesindaco metropolitano Antonio Segalerba. Rientrato in attività dopo pochi giorni, il 5 luglio viene ricoverato per un intervento programmato in cardiologia e dimesso il giorno successivo. A settembre dello stesso anno conferma di aver completato un ciclo di 30 sedute di chemioterapia, al fine di curare definitivamente il tumore che lo aveva colpito, e di essere in procinto di cominciare l'immunoterapia.

### Presidente della Regione Liguria
In vista delle elezioni regionali in Liguria del 2024, indette a seguito delle dimissioni anticipate del presidente Giovanni Toti, indagato per corruzione, l'11 settembre 2024 Bucci viene annunciato come candidato alla presidenza della Regione per la coalizione di centro-destra, scelto congiuntamente dai leader, venendo appoggiato da sette liste: Fratelli d’Italia, Forza Italia, Lega, UdC, Alternativa Popolare e due liste civiche: Vince Genova (con alcuni membri di Avanti Liguria-Noi Moderati e delle liste Vince Genova, Toti per Bucci, La Spezia Civica e Avanti Chiavari) e Orgoglio Liguria (con ex membri di Azione, Italia Viva e della Lista Toti, oltreché membri di Progresso Ligure e Genova Domani). Riceve inoltre sostegno esterno dal Nuovo PSI oltreché dei Liberali Democratici Europei e di Orizzonti Liberali. In un primo momento Bucci aveva rifiutato la candidatura a causa delle proprie condizioni di salute e per poter completare il mandato da sindaco, salvo poi cambiare idea in poco tempo. In occasione della tornata elettorale del 28 ottobre, il centro-sinistra gli contrappone un candidato di peso, l'ex ministro Andrea Orlando; Bucci viene eletto presidente con il 48,77% dei consensi, staccando Orlando con uno scarto piuttosto ridotto (circa 8.400 voti, pari all’1,4%) e succedendo a Giovanni Toti. Viene proclamato il 5 novembre, mentre il 18 dello stesso mese ufficializza la sua giunta composta da tre assessori di FdI (di cui uno esterno), tre della Lega (di cui uno esterno), uno di Forza Italia e uno di Vince Liguria (esterno); Bucci mantiene le deleghe su Bilancio, Partecipate regionali, Fondi europei, Comunicazione, Affari costituzionali e legali, Relazioni internazionali, Transizione digitale e informatica. Bucci mantiene anche l’incarico di commissario straordinario alla ricostruzione di ponte Morandi che comprende i lavori relativi alla nuova diga foranea e a quelli per il tunnel subportuale. A seguito dell'elezione alla guida della regione, abbandona ufficialmente l'incarico di sindaco di Genova il 9 dicembre 2024; le successive elezioni amministrative vedranno il ritorno del centro-sinistra alla guida del capoluogo ligure, con la vittoria dell'ex atleta Silvia Salis, che sconfigge il candidato del centro-destra Pietro Piciocchi, già vicesindaco della seconda giunta Bucci e che aveva diretto provvisoriamente l'amministrazione del comune a seguito dell'elezione del sindaco alla presidenza regionale.

## Vita privata
Bucci è sposato con Laura Sansebastiano (1961); si sono conosciuti quando erano colleghi di corso di studi all'università. La coppia ha un figlio, Matteo (1991), e una figlia, Francesca (1993).